# Jimmie Guthrie

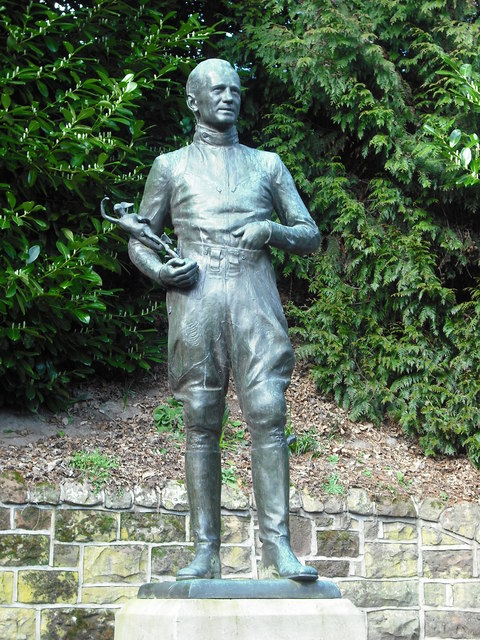
Denkmal in Guthries Heimatstadt Hawick

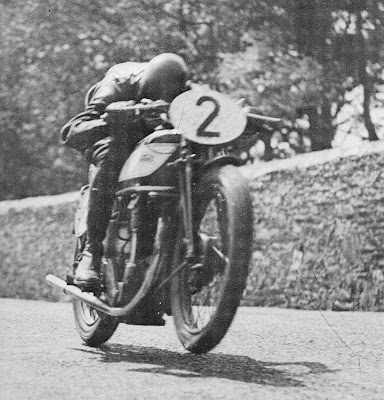
Guthrie 1934 bei der Junior TT

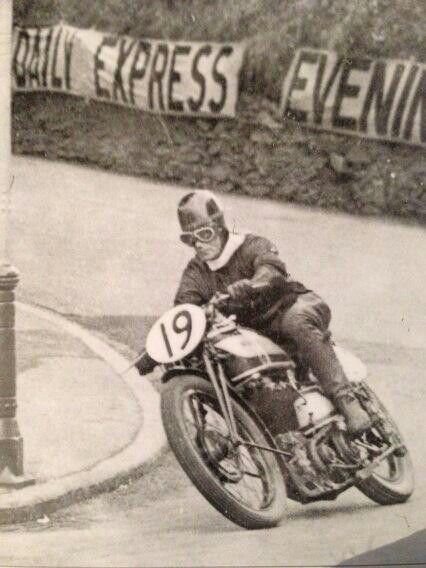
Jimmie Guthrie während der Isle of Man TT 1936

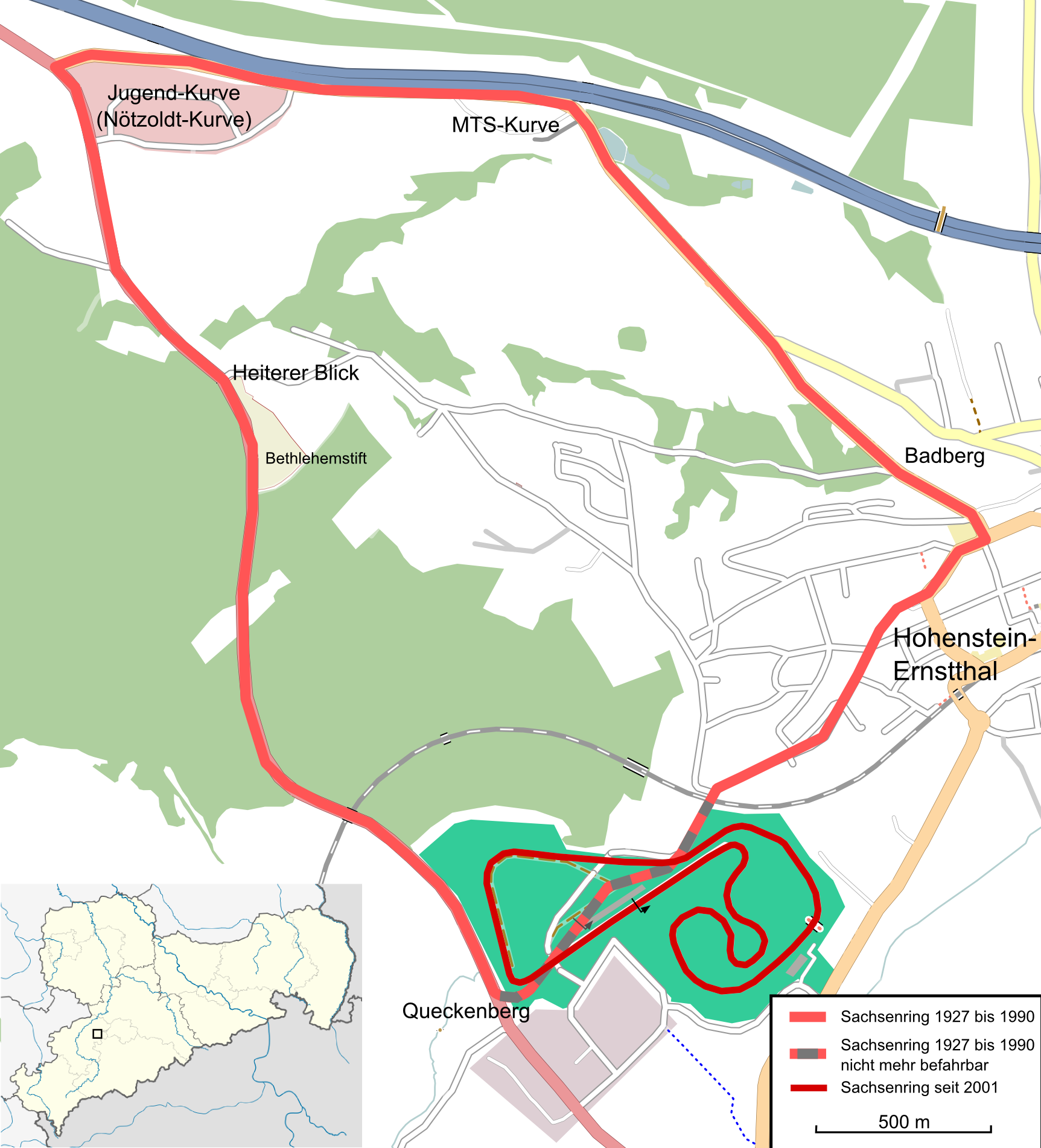
Sachsenring

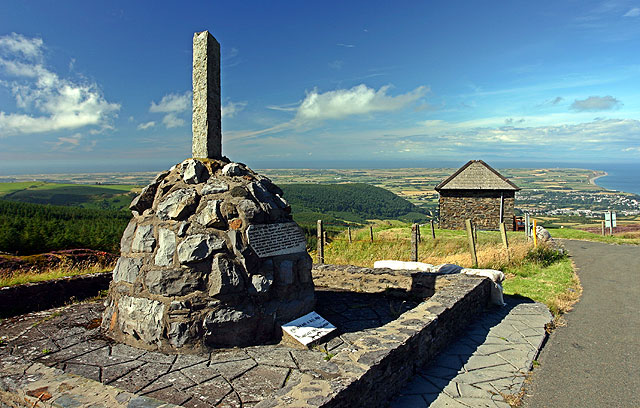
Guthrie's Memorial am Snaefell Mountain Course, Isle of Man, im Hintergrund Ramsey.

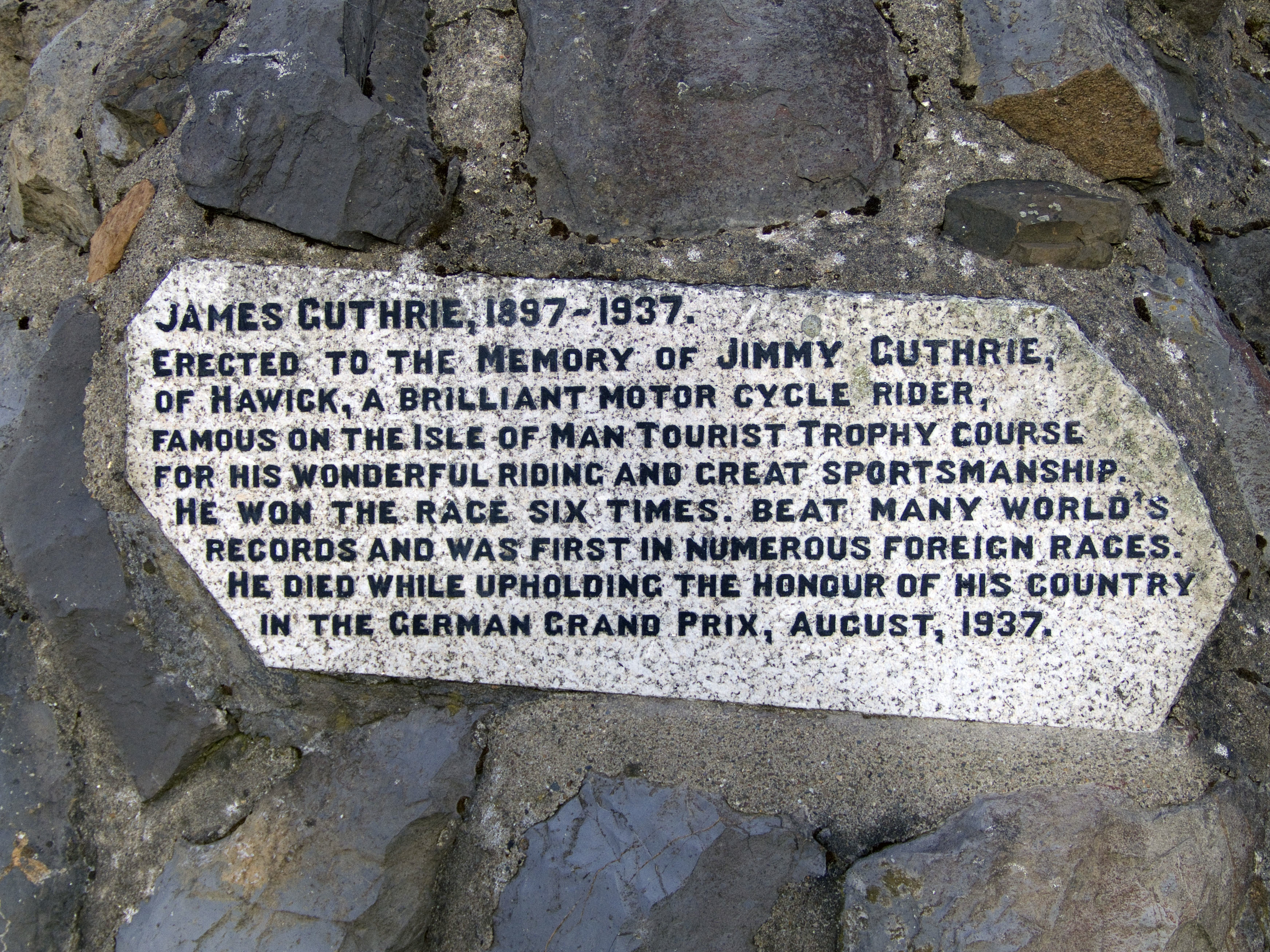
Plakette an Guthrie's Memorial

James „Jimmie“ Guthrie (* 23. Mai 1897 in Hawick, Roxburghshire, Schottland; † 8. August 1937 in Chemnitz) war ein britischer Motorradrennfahrer.

## Karriere
Jimmie Guthrie fuhr sein erstes Rennen 1923. Im Jahr 1930 holte er sich seinen ersten Sieg auf einer A.J.S. Von 1931 bis zu seinem Tode 1937 war er Werksfahrer für Norton. Guthrie war ein erfolgreicher Rennfahrer in verschiedenen Klassen, 1935 und 1936 wurde er Europameister in der 500-cm³-Klasse. Im Jahr 1937 konnte er den EM-Titel sowohl in der 350er- als auch in der 500er-Klasse gewinnen. Außerdem war Guthrie sechsmal bei der Tourist Trophy auf der Isle of Man siegreich.

### Tödlicher Unfall
Guthrie verunglückte am 8. August 1937 beim Rennen um den Großen Preis von Deutschland auf dem Sachsenring tödlich. Er stürzte, mit zwei Minuten Vorsprung in Führung liegend, in der letzten Runde im letzten Streckenabschnitt.
Die Unfallursache wurde nie vollständig aufgeklärt. Drei mögliche Unfallursachen werden in Betracht gezogen: Zwei technische Defekte (Ölverlust oder Bruch der Hinterachse) sowie ein [absichtlicher] Fehler eines deutschen Fahrers. Das Norton-Team von Guthrie nannte einen technischen Defekt als Ursache, während Stanley Woods, der ebenfalls am Rennen teilnahm, in einem Interview von 1992 einen deutschen Fahrer als ursächlich bezeichnete.

### Gedenken
Zwei Gedenksteine erinnern an den Rennfahrer. Am Snaefell Mountain Course auf der Isle of Man, in der Mountain Section kurz nach Ramsey, wo er bei seiner letzten Senior-TT ausschied, errichtete man das Guthrie’s Memorial. Ein weiterer Stein steht an der Unglücksstelle am Sachsenring. In Guthries Heimatstadt Hawick wurde ihm ein Denkmal errichtet. 2003 wurde er in die Scottish Sports Hall of Fame aufgenommen.

## Statistik

### Erfolge
- 1935 – 500-cm³-Europameister auf Norton
- 1936 – 500-cm³-Europameister auf Norton
- 1937 – 350-cm³-Europameister auf Norton
- 1937 – 500-cm³-Europameister auf Norton

Isle-of-Man-TT-Siege
| Jahr | Klasse                | Maschine | Durchschnittsgeschwindigkeit |
| ---- | --------------------- | -------- | ---------------------------- |
| 1930 | Lightweight (250 cm³) | A.J.S.   | 64,71 mph (104,14 km/h)      |
| 1934 | Junior (350 cm³)      | Norton   | 79,16 mph (127,4 km/h)       |
| 1934 | Senior (500 cm³)      | Norton   | 78,16 mph (125,79 km/h)      |
| 1935 | Junior (350 cm³)      | Norton   | 79,14 mph (127,36 km/h)      |
| 1936 | Senior (500 cm³)      | Norton   | 85,08 mph (136,92 km/h)      |
| 1937 | Junior (500 cm³)      | Norton   | 84,43 mph (135,88 km/h)      |

North-West-200-Siege
| Jahr | Klasse  | Maschine | Durchschnittsgeschwindigkeit |
| ---- | ------- | -------- | ---------------------------- |
| 1934 | 500 cm³ | Norton   | 80,37 mph (129,34 km/h)      |
| 1935 | 500 cm³ | Norton   | 78,99 mph (127,12 km/h)      |
| 1936 | 500 cm³ | Norton   | 81,28 mph (130,81 km/h)      |
| 1937 | 500 cm³ | Norton   | 82,17 mph (132,24 km/h)      |

### Rennsiege
(gefärbter Hintergrund = Europameisterschaftslauf)
| Jahr | Klasse  | Maschine | Rennen                       | Strecke                              |
| ---- | ------- | -------- | ---------------------------- | ------------------------------------ |
| 1930 | 350 cm³ | Norton   | Großer Preis von Deutschland | Nürburgring                          |
| 1931 | 350 cm³ | Norton   | Großer Preis von Belgien     | Spa-Francorchamps                    |
| 1933 | 350 cm³ | Norton   | Großer Preis von Belgien     | Spa-Francorchamps                    |
| 1933 | 350 cm³ | Norton   | Spanische TT                 | Castrejana                           |
| 1933 | 500 cm³ | Norton   | Spanische TT                 | Castrejana                           |
| 1934 | 350 cm³ | Norton   | Spanische TT                 | Circuito de las avenidas de Ensanche |
| 1934 | 500 cm³ | Norton   | Spanische TT                 | Circuito de las avenidas de Ensanche |
| 1935 | 500 cm³ | Norton   | Großer Preis der Schweiz     | Bremgarten                           |
| 1935 | 500 cm³ | Norton   | Dutch TT                     | Circuit van Drenthe                  |
| 1935 | 500 cm³ | Norton   | Großer Preis von Deutschland | Badberg-Viereck                      |
| 1935 | 500 cm³ | Norton   | Großer Preis von Belgien     | Spa-Francorchamps                    |
| 1935 | 500 cm³ | Norton   | Ulster Grand Prix            | Clady Circuit                        |
| 1935 | 350 cm³ | Norton   | Spanische TT                 | Circuito de las avenidas de Ensanche |
| 1935 | 500 cm³ | Norton   | Spanische TT                 | Circuito de las avenidas de Ensanche |
| 1936 | 350 cm³ | Norton   | Großer Preis der Schweiz     | Bremgarten                           |
| 1936 | 500 cm³ | Norton   | Großer Preis der Schweiz     | Bremgarten                           |
| 1936 | 500 cm³ | Norton   | Großer Preis von Deutschland | Badberg-Viereck                      |
| 1936 | 500 cm³ | Norton   | Dutch TT                     | Circuit van Drenthe                  |
| 1936 | 500 cm³ | Norton   | Großer Preis von Belgien     | Spa-Francorchamps                    |
| 1937 | 350 cm³ | Norton   | Großer Preis der Schweiz     | Bremgarten                           |
| 1937 | 500 cm³ | Norton   | Großer Preis der Schweiz     | Bremgarten                           |
| 1937 | 500 cm³ | Norton   | Großer Preis von Belgien     | Spa-Francorchamps                    |

## Verweise